# Felip Bertran i d'Amat
Felip Bertran i d'Amat (Barcelona, 3 de desembre de 1835 - Barcelona, 26 de juny de 1911) fou un jurisconsult, historiador i polític barceloní.

## Biografia
Era fill de Josep Bertran i Ros i de Teresa d'Amat i Amat. El 4 de desembre de 1868 es casà amb Elisa Musitu i García-Navarro (1843-1891) i fou pare de Josep Bertran i Musitu.
Es llicencià en dret i fou un destacat jurista. De 1870 a 1871 i en 1892 fou president de l'Acadèmia de Jurisprudència i Legislació de Catalunya, des d'on defensà el dret català. El 1882 i el 1907-1911 fou president de l'Acadèmia de Bones Lletres i el 1902-1903 de la Societat Econòmica Barcelonesa d'Amics del País. Aquesta entitat aconseguí que el nomenessin Senador de 1902 a 1905, amb suport conjunt de la Lliga de Catalunya i de Francisco Silvela. També fou un dels fundadors de la Caixa de Pensions per a la Vellesa i Estalvis de Barcelona i soci de l'Ateneu Barcelonès.
Políticament va donar suport la restauració borbònica i col·laborà amb Manuel Duran i Bas i Joan Mañé i Flaquer. Fou regidor de l'ajuntament de Barcelona en 1877 pel Partit Conservador.

## Obres
- Teoría de la expropiación forzosa por causa de utilidad pública (1899)
- Del origen y doctrinas de la escuela romántica (1891)
- Asociaciones, sociedades, personas jurídicas y vida corporativa de los pueblos (1893)